# Ferula karategina
Ferula karategina là một loài thực vật có hoa trong họ Hoa tán. Loài này được Lipsky ex Korovin mô tả khoa học đầu tiên năm 1926.